# Ana Hickmann

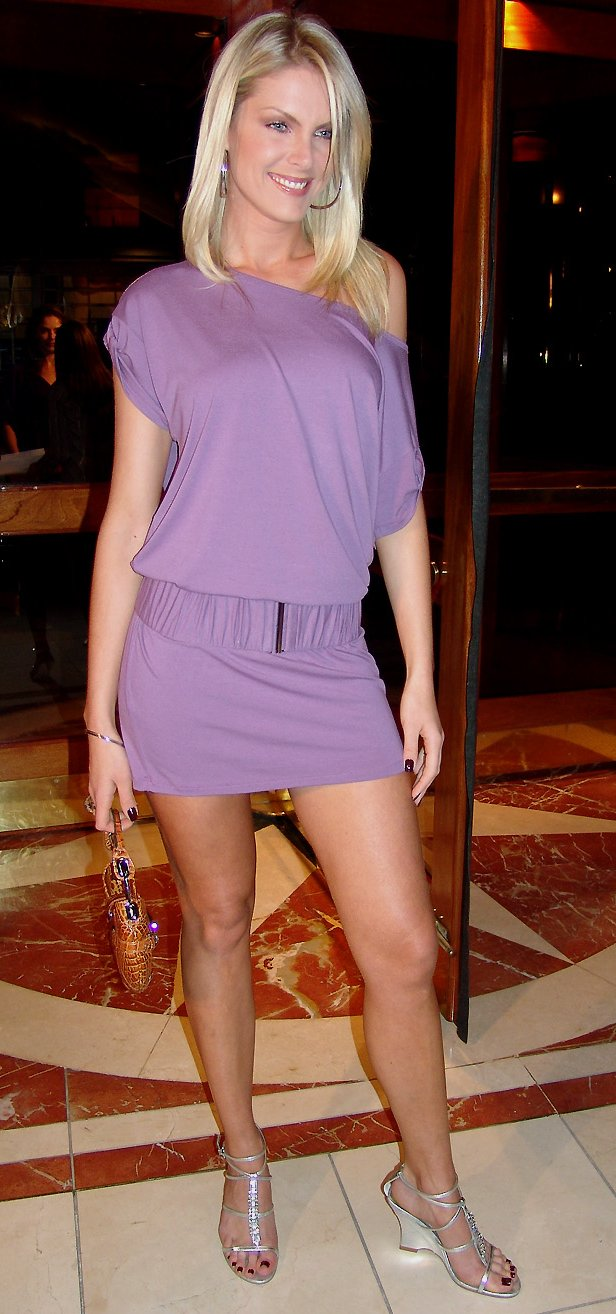
Ana Hickmann

Ana Lúcia Hickmann Corrêa (* 1. März 1981 in Santa Cruz do Sul, Rio Grande do Sul) ist ein brasilianisches Supermodel. Sie wurde unter anderem bekannt für ihre langen Beine (122 cm) – im Guinness-Buch der Rekorde wurde sie bis 2002 als das Model mit den längsten Beinen geführt. Danach wurde dieser Rekord aus dem Buch gestrichen.

## Biografie
Ana Hickmanns Vorfahren kamen aus Deutschland. Sie war die Erstgeborene. Als sie 1996 Verwandte in São Paulo besuchte und die sie überreden konnten, bei einem Model-Wettbewerb mitzumachen, begann ihre Modelkarriere. Am 14. Februar 1998 (also gerade mit 16 Jahren) heiratete sie das neun Jahre ältere Ex-Model Alexandre Corrêa. Sie wurde für eine Gage von 250.000 US$ für die Modenschau von Victoria’s Secret gebucht.
Inzwischen vertreibt sie ihre eigene Kleidungs- und Kosmetiklinie. Ana Hickmann leitet ein Fotostudio und eine DJ-Agentur. Im brasilianischen Fernsehsender Rede Record war sie zudem als Moderatorin in der Sendung Hoje em Dia tätig. Sie ist eines der bestbezahlten brasilianischen Models. Ana Hickmann lebt heute in New York und São Paulo und ist auch karitativ tätig.